# 쉘 위 댄스 (1937년 영화)
《쉘 위 댄스》(Al compas del amor , Shall We Dance)는 미국에서 제작된 마크 샌드리치 감독의 1937년 멜로/로맨스, 코미디, 뮤지컬 영화이다. 프레드 아스테어 등이 주연으로 출연하였다.

## 출연

### 주연
- 프레드 아스테어
- 진저 로저스

### 조연
- 에드워드 에버렛 홀튼
- 에릭 블로어
- 제롬 코원
- 해리어트 헉터

## 기타
- 의상: 아이린